# Gangsterzy szos
Gangsterzy szos (org. High-Ballin' ) – kanadyjsko-amerykański film z 1978 roku w reż. Petera Cartera.                               

## Fabuła
King Carroll – właściciel dużej firmy przewozowej chce zmonopolizować lokalny rynek transportu kołowego. W tym celu musi pozbyć się konkurencji w postaci niezależnych kierowców, których postanawia zastraszyć. Nasyła na nich zbirów pod przywództwem psychopatycznego Harveya. Brutalni przestępcy, napadami na drogach, biciem i kradzieżą ciężarówek, chcą zmusić poszczególnych kierowców do uległości. Wśród nich jest weteran szos „Żelazny Duke”, który nie chce się poddać. Wspomaga go jego dawny kumpel – motocyklista Rane i jego przyjaciółka „Pickup”. W końcu gangsterzy dopadają na drodze i „Duke'a”, jednak dzięki odwadze jego i Rane'ego udaje mu się umknąć przed gangsterami. „Duke”, świadomy grożącego mu i jego rodzinie niebezpieczeństwa gotów jest się wycofać, jednak jego ciężarówka jest poważnie uszkodzona, musi również spłacić dopiero co kupiony dom. Dlatego też, za radą „Pickup”, postanawia postawić wszystko na „jedną kartę” – kupić dużą ilość alkoholu i przewieźć do odległego klienta, zarabiając za jednym kursem sumę wystarczającą na zakup nowej ciężarówki. O całym przedsięwzięciu dowiaduje się jednak King Carroll, poinformowany przez sprzedawcę alkoholu Slatera. Harvey czeka na „Duke'a” na drodze i ciężko go rani. Rozwścieczony Rane jedzie do Kinga, celem pomszczenia przyjaciela. Jednak w międzyczasie, sytuacja wymyka się spod kontroli nawet samego Kinga. Harvey, w czasie kłótni z Kingiem na temat stosowanych przez gangstera metod, strzela do Carolla i ucieka z „Pickup”, którą przedtem ludzie Kinga pojmali jako zakładniczkę. W końcu Rane dopada Harveya i w finałowym, rewolwerowym pojedynku zabija gangstera. Duke, otoczony troskliwą opieką rodziny powraca do zdrowia, a Rane i „Pickup”, czule żegnani przez rodzinę „Duke'a” odchodzą, z zapewnieniem, że nie zapomną o przyjaciołach.                            

## Obsada aktorska
- Peter Fonda – Rane
- Jerry Reed – Żelazny Duke
- Helen Shaver – Pickup
- Chris Wiggins – King Carroll
- David Ferry – Harvey
- Harvey Atkin – Buzz
- Michael Hogan – Reggie
- Michael Ironside – Butch
- Chris Langevin – syn „Duke’a
- Kay Hawtrey – Ma (właścicielka baru)
- Eric House – Slater (handlarz alkoholem)

i inni.